# Andressa Jardim
Andressa Wendel Jardim (nascida em 28 de agosto de 1988) é uma ginasta rítmica individual brasileira. Ela representa sua nação em competições internacionais. Ela competiu em campeonatos mundiais, inclusive no Campeonato Mundial de Ginástica Rítmica de 2014.